# Катастрофа Ил-86 под Москвой
Катастрофа Ил-86 под Москвой — авиационная катастрофа, произошедшая в воскресенье 28 июля 2002 года. Авиалайнер Ил-86 авиакомпании «Пулково» выполнял рейс PLK-9560 по маршруту Санкт-Петербург — Москва — Сочи — Москва — Санкт-Петербург, но через 1 минуту после вылета из аэропорта Шереметьево резко задрал нос, опрокинулся на левое крыло и рухнул на землю около Дмитровского шоссе. Рейс был перегоночным, поэтому на борту самолёта находились лишь 16 членов экипажа, 14 из которых погибли.
Это вторая из двух катастроф с участием Ил-86 за 31 год эксплуатации (первая застала его на земле).

## Самолёт
Ил-86 (регистрационный номер RA-86060, заводской 51483203027, серийный 027) был выпущен Воронежским авиазаводом 29 октября 1983 года. 23 ноября того же года был передан авиакомпании «Аэрофлот» (Ленинградское (Северное) УГА, 1-й Ленинградский ОАО), 30 ноября совершил первый полёт. В 1992 году был передан авиакомпании «Пулково». Оснащён четырьмя двухконтурными турбореактивными двигателями НК-86 производства Куйбышевского моторного завода. На день катастрофы налетал 18 363 часа.

## Экипаж
Состав экипажа рейса PLK-9560 был таким:
- Командир воздушного судна (КВС) — 51-летний Константин Иванович Иванов. Налетал свыше 13 000 часов, свыше 5900 из них на Ил-86, в том числе 4000 в качестве КВС.
- Второй пилот — 52-летний Владимир Андреевич Воронов. Налетал свыше 11 300 часов, свыше 2200 из них на Ил-86.
- Штурман — 51-летний Валерий Андреевич Щербина. Налетал свыше 13 000 часов, свыше 7100 из них на Ил-86.
- Бортинженер — 54-летний Борис Николаевич Кушнеров. Налетал свыше 14 000 часов, свыше 6000 из них на Ил-86.

В салоне самолёта работали 10 бортпроводников:
- Наталья Борисовна Фетисова, 40 лет — старший бортпроводник.
- Галина Васильевна Егорова.
- Ольга Викторовна Наумова.
- Александр Викторович Молчанов, 21 год.
- Татьяна Васильевна Фомушкина, 49 лет.
- Галина Валентиновна Анашкина, 42 года.
- Галина Владимировна Куликова, 47 лет.
- Сергей Юрьевич Траковец, 31 год.
- Татьяна Моисеева, 41 год. Выжила, получила ожоги.
- Арина Виноградова, 34 года. Выжила, госпитализирована с отравлением продуктами горения.

Также в состав экипажа входили инженеры Александр Павлович Тимофеев и Николай Владимирович Лиуконен.

## Катастрофа
Перегоночный рейс PLK-9560 вылетел из Москвы в 15:25:20 MSK, на его борту находились только 16 членов экипажа.
По свидетельству Административного директора аэропорта Шереметьево Вадима Санджарова, самолёт оторвался от земли на скорости 350 км/ч и стал набирать высоту. Но через 1 минуту и 2 секунды после взлёта (в 15:26:22) оба горизонтальных хвостовых стабилизатора внезапно перешли в крайнее положение — −12° (против нормальных −3°). Пилоты не успели разобраться в ситуации и не успели задействовать резервное управление стабилизатором, это привело к потере скоростной тяги. По разным данным, самолёт падал с высоты 600 метров, при этом мощность двигателей снизилась.
В 15:26:31 рейс PLK-9560 опрокинулся на левый борт и рухнул на лес, полностью разрушился и сгорел. В катастрофе выжили только две стюардессы — Татьяна Моисеева и Арина Виноградова, находившиеся в хвостовой части самолёта, оторвавшейся от удара о землю и оказавшейся вне зоны пожара.

## Результаты расследования
Комиссия Межгосударственного авиационного комитета (МАК) пришла к выводу, что причиной катастрофы рейса PLK-9560 стал выход самолёта на этапе взлёта на закритические углы атаки и режим сваливания, что произошло вследствие перестановки стабилизатора в крайнее положение на кабрирование (−12°), начавшейся через 2-3 секунды вместо положенных -3 после отрыва самолёта от взлётной полосы. Возникший в результате этого кабрирующий момент не мог быть парирован пилотами рулём высоты.
В качестве объяснения причины перестановки стабилизатора в крайнее положение на кабрирование, наряду с возможными ошибочными действиями пилотирующего лётчика (выразившимися в немотивированном длительном зажатии переключателей основного управления стабилизатором на кабрирование), теоретически не исключается возможность сочетания отказа одного из переключателей с действиями пилота, не распознавшего отказ и продолжавшего неконтролируемую перестановку стабилизатора до момента сваливания самолёта.

## Последствия катастрофы
- Межгосударственный авиационный комитет (МАК) временно приостановил действие сертификата Ил-86[7].
- По словам председателя комиссии по расследованию авиапроисшествий Владимира Кофмана, после катастрофы рейса PLK-9560 анализ 2000 полётов Ил-86 показал частые случаи нарушения правил лётной безопасности, в том числе нарушения в использовании стабилизаторов[8].

## Память
- 9 погибших членов экипажа рейса 9560 (КВС, штурман, бортинженер и 6 бортпроводников) были похоронены в братской могиле на «Кладбище памяти жертв 9 января» в Санкт-Петербурге.
- На месте падения Ил-86 установлен памятный крест с табличкой, на которой перечислены имена всех погибших членов экипажа[9].

## Культурные аспекты
- Разбившийся самолёт снялся в фильме «Шизофрения», вышедшем в 1997 году. По сюжету самолёт, совершавший рейс Санкт-Петербург — Париж, взорвался через несколько секунд после взлёта. Кроме борта RA-86060, в фильме снялся ещё один Ил-86 авиакомпании «Пулково» — борт RA-86061, ещё один — борт RA-86070 — упоминается в фильме.
- Также разбившийся самолёт (и сама авиакатастрофа) упоминается в книге Александра Балунова «Король и Шут. Бесконечная история» как чартерный борт, совершавший перевозку музыкантов на рок-фестиваль «Рупор», проходивший 27 июля 2002 года в Сочи. Часть музыкантов группы «Король и Шут» должна была возвращаться техническим рейсом по маршруту Москва — Санкт-Петербург, но в последний момент вся группа решила остаться в Москве для проведения фотосессии[10].